# Грей, Роберт
Роберт Грей (10 мая 1755 — июль 1806) — американский мореплаватель, совершивший первое кругосветное плавание под флагом США.

## Первое кругосветное плавание (1787—1790)
Родился в городе Тивертон, Род-Айленд. Участвовал в войне за независимость американских колоний, а затем поступил на службу в торговую компанию, базирующуюся в Бостоне. После окончания войны и провозглашения независимости английских колоний в Северной Америке бостонские розничные торговцы взяли в свои руки поставки в созданные Соединённые Штаты чая, поставлявшегося ранее британской Ост-Индской компании. Одновременно с этим открывались большие возможности для торговли с западным побережьем континента, куда можно было поставлять американские товары, а там дёшево закупать шкуры ценных зверей, которые особенно высоко ценились в Китае. В итоге бостонские купцы организовали в 1787 году морскую экспедицию на запад за шкурами, которые планировалось продать в Китае, а оттуда доставить чай. Для этого они снарядили два корабля — «Леди Вашингтон» и «Колумбия Возрождённая» (водоизмещением 212 тонн), капитанами которых были назначены Роберт Грей и Джон Кендрик.
30 сентября 1787 года корабли покинули Бостон, «спустившись» к южной части Южной Америки, обогнули в январе 1788 года мыс Горн, «поднялись» на север вдоль тихоокеанского побережья Америки и 17 сентября 1788 года вышли в район современного острова Ванкувер, где Грей и Кендрик приобрели большое количество шкур у местных индейцев. С грузом пушнины в конце 1789 года «Колумбия» под командованием Грея покинула западное побережье Северной Америки и отправилась в Китай, а «Леди Вашингтон» осталась около западного побережья континента.
Грей пересёк Тихий океан, прошёл мимо Гавайских островов и в начале 1790 года прибыл в южнокитайский порт Кантон, где выгодно продал меха. На вырученные деньги он купил большое количество чая, пересёк Индийский океан, обогнул Африку с юга и 9 августа 1790 года вернулся в Бостон, совершив, таким образом, первое кругосветное плавание под флагом США.

## Второе кругосветное плавание (1790—1793)
Успешно получив прибыль, бостонские торговцы уже через шесть недель после его возвращения отправили Грея в новое плавание. 28 сентября 1790 года на корабле «Колумбия» он отплыл из Бостона по тому же маршруту и прибыл на остров Ванкувер летом 1791 года, где снова взялся за покупку шкур. Во время зимовки был построен небольшой быстрый корабль, который в апреле 1792 года отправился к побережью Аляски, где американцы, приобрели у местных индейцев большое количество меха.
Сэм Грей в 1792 году исследовал западное побережье Северной Америки к югу от залива острова Нутка (49º 35` с.ш.), безуспешно пытаясь найти открытое в 1775 году испанцем Бруно Де Эсетой устье большой судоходной реки. В начале мая возобновились поиски устья реки, начиная с 47° с.ш. на юг. На 46º57` с.ш. он открыл залив Грейс-Харбор, а 11 мая на 46º15` с.ш. повторно открыл устье реки и совершил первое плавание по ней на 40 км, будучи убеждён, что по реке могут идти морские суда. 18 мая Грэй дал реке имя по названию своего судна: Колумбия. 
В устье реки Грей поднял американский флаг и тем самым первым обозначил претензии США на территории американского Запада, которые в первой четверти XIX века стали называть Орегон, к северу от Вашингтона.
После открытия пути вдоль западного побережья Северной Америки Грей отплыл 3 октября 1792 года, повторив маршрут своего первого плавания, в декабре достиг Кантона, продал там шкуры, купил чай, а в июле 1793 года вернулся в Бостон.

## Последующие годы
После двух кругосветных путешествий Грей продолжил службу в Бостонской торговой компании, участвовал во Франко-американской войне 1798—1800, совершал очередные торговые плавания; умер в июле 1806 году на своём корабле около Чарльстона, Южная Каролина.